# Andarhān
Andarhān (persiska: اَندَرمون, Andarmān, اندرمان, Andarmūn, اندرهان) är en ort i Iran.   Den ligger i provinsen Teheran, i den centrala delen av landet, i huvudstaden Teheran. Andarhān ligger 1 060 meter över havet och antalet invånare är 424.
Terrängen runt Andarhān är huvudsakligen platt, men österut är den kuperad. Terrängen runt Andarhān sluttar söderut.Runt Andarhān är det tätbefolkat, med 397 invånare per kvadratkilometer. Närmaste större samhälle är Teheran, 10,9 km norr om Andarhān. Runt Andarhān är det i huvudsak tätbebyggt.